# Ernst Anton Quitzmann
Ernst Anton Quitzmann (* 13. November 1809 in Freising; † 22. Januar 1879 in München) war ein bayerischer Arzt, Medizinhistoriker und Reiseschriftsteller.

## Leben und Werk
Ernst Anton wurde in Freising als Sohn des Schullehrers Johann Georg Quitzmann geboren und erhielt seine Schulbildung auf einem Gymnasium in München. Seit 1828 studierte er Medizin und schloss das Studium im Jahr 1836 mit dem Doktorgrad ab. Seine erste Erfahrung in praktischer Medizin erhielt er, als er 1837 in München einen Ausbruch der Cholera zu bekämpfen half. Im selben Jahr erhielt er die ärztliche Approbation, und schon auf einem Titelblatt einer 1838 erschienenen Schrift bezeichnete sich Quitzmann als „der Philosophie und gesammten Heilkunde Doctor“ und als „praktischer Arzt“; den Doktortitel der Philosophie erwarb er 1838. 
Er arbeitete in den nächsten Jahren als Distrikts- und Armenarzt in München. Weil er einer deutschnational-liberalen Gesinnung verdächtig war, was damals in den Zeiten des Vormärz einem Berufsverbot im akademischen Bereich gleichkam, wurde ihm die Betätigung als Privatdozent verwehrt. Im Jahr 1842 kam er für drei Tage in „verschärften Polizeiarrest“, als er anlässlich der Verlobung des bayerischen Kronprinzen Maximilian mit der preußischen Prinzessin Marie öffentlich von einer sich anbahnenden Aussöhnung des protestantischen Nordens mit dem katholischen Süden sprach. Er verließ Bayern noch im selben Jahr und ging nach Heidelberg, damals Teil des Großherzogtums Baden. Dort wurde er „Privatdocent für geschichtliche Medicin“, verbrachte die nächsten Jahre aber vor allem auf Reisen nach Norddeutschland, Österreich, Südosteuropa, der Türkei, Griechenland, Italien und der Schweiz. Seine „Reise in den Orient“, die ihn über Ungarn, Serbien, Rumänien und das Schwarze Meer nach Konstantinopel und zurück über Lesbos, Smyrna, Athen und Triest nach Venedig brachte, fand über den Somme und in der zweiten Jahreshälfte 1846 statt – Anfang Oktober etwa befand er sich in Konstantinopel –, wie sich aus indirekten Hinweisen in seinem späteren Reisebericht erschließen lässt.
Über seine Orientreise berichtete Quitzmann in seinen Deutschen Briefen über den Orient (zuerst erschienen 1848), die zu ihrer Zeit große Beachtung fanden. In Briefform geschrieben, stehen vor allem Schilderungen aus dem heutigen Serbien, Rumänien, Konstantinopel und Athen im Mittelpunkt der Darstellung. Kurioserweise veröffentlichten die Heidelberger Jahrbücher der Literatur schon vor Erscheinen des Buchs eine kurze Rezension, die mit „Quitzmann“ unterschrieben war; man wird vermuten dürfen, dass ihm seine Kontakte vor Ort behilflich waren, die eigene, selbstverfasste Buchanzeige in dieser renommierten Zeitschrift platzieren zu können.
1848 kehrte Quitzmann nach München zurück. Nun wurde ihm dort die Tätigkeit als Privatdozent gestattet, obwohl er – der ja selbst nicht die Professorenwürde erlangt hatte und lange Jahre kämpfen musste, bevor er in Heidelberg zuerst als Privatdozent lehren konnte – dieser Stellung sehr reserviert gegenüberstand: In einem Vortrag auf der Versammlung der Universitätslehrer in Jena (Frühjahr 1849) nannte Quitzmann den Privatdozenten an deutschen Universitäten den „Proletarier der Universität“. Wie viel Zeit er für akademische Forschung und Lehre hatte und wie lange er in München als Privatdozent tätig war, ist unbekannt, zumal er bald eine Stelle als Militärarzt in der bayerischen Armee antrat. Er brachte es dabei von einem Unterarzt I. Klasse zum Oberstabsarzt I. Klasse und nahm später an den Kriegen von 1866 und 1870–1871 teil.
Zeitlebens interessierte sich Quitzmann sowohl für Fragen der Medizingeschichte als auch für geschichtliche, volkskundliche und ethnologische Themen, letztere vorzugsweise mit einem lokalen Bezug auf Bayern. Zwischen 1873 und 1875 erschien sein großer, sechsbändiger historischer Romanzyklus Götterwanderungen und Götterdämmerung. Für die Erforschung der bayerischen Frühgeschichte haben mehrere Abhandlungen Quitzmanns, in denen er über die Abstammung und die ältesten Wohnsitze der Bajuwaren schreibt, Bedeutung erlangt. Er bestritt die Abstammung der Bajuwaren von den Kelten und sah sie vielmehr als „reine Germanen“, die als Nachkommen von Markomannenfürsten aus dem Volk der Sueben hervorgegangen seien. Diese Annahmen gelten nach heutigen Erkenntnissen als überholt, obwohl von einigen Wissenschaftlern eine elbgermanische Abkunft der Bajuwaren angenommen wird.

## Familie
Erst im Jahr 1868, in fortgeschrittenem Alter, heiratete Quitzmann Frau Wilhelmine Zöpfl, eine der vier Töchter des in Heidelberg tätigen Staatsrechtprofessors (seit 1839) und Geheimen Hofrats (seit 1874) Heinrich Zöpfl (1807–1877). Quitzmann hatte sie schon während seines Aufenthalts in Heidelberg (1842–1848) kennengelernt, und obwohl er fast im selben Alter wie ihr Vater war, sollen sie eine überaus glückliche Ehe geführt haben, die nach nur elf Jahren mit dem Tod Quitzmanns ihr Ende fand.

## Auszeichnungen und Mitgliedschaften
- Bayerisches Militärverdienstkreuz 1. Klasse
- Bayerisches Militär-Sanitäts-Ehrenzeichen in Gold (vor 1871)
- Ehrenmitglied der Naturforschergesellschaft Pollichia
- Mitglied im Ärztlichen Verein zu München
- Mitglied im Historischen Verein für Oberbayern

## Schriften

### Reisebericht
- 1848:[4] Deutsche Briefe über den Orient, Stuttgart: J.B. Müller (MDZ) (Google)
  - Neue Ausgabe 1850: Reisebriefe aus Ungarn, dem Banat, Siebenbürgen, den Donaufürstenthümern, der Europäischen Türkei und Griechenland. Neue Ausgabe. [Trotz des veränderten Titels tatsächlich nur ein Nachdruck mit derselben Paginierung der Erstausgabe] (MDZ) (Google)

Die Teile, welche Quitzmanns Aufenthalt in Konstantinopel betreffen, wurden zwischen dem 17. August und dem 14. September 1850 unter dem Titel „Konstantinopel. Ein Bild von dem öffentlichen und häuslichen Leben daselbst“ in dem Wochenblatt Der Oesterreichische Zuschauer abgedruckt. Große Teile des Texts erschienen auch in Friedrich Heinzelmanns Reisebilder und Skizzen aus Galizien, Ungarn, dem Banat und Siebenbürgen, der europäischen Türkei, Griechenland (…) und Montenegro, Leipzig 1853.

### Historische Romane
- 1874–1875: Götterwanderungen und Götterdämmerung. Leipzig: Bernhard Schlicke
  - I. Abteilung: Isomara, die Priesterin der Cisa. Culturgeschichtlicher Roman (1874)[5]. 2 Bände (MDZ: Band I – Band II)
  - II. Abteilung: Das Opfer der Hekate. Culturgeschichtlicher Roman (1874). 2 Bände (MDZ: Band I – Band II)
  - III. Abteilung: Der Hain der Nornen. Culturgeschichtliche Erzählung aus dem achten Jahrhundert (1875). 2 Bände (MDZ: Band I – Band II)

### Baiuvarica und Bavarica
- 1838: Volkslieder zu den geschichtlichen Fresken in den Arkaden des königlichen Hofgartens zu München. München: Georg Franz (Google) (MDZ)
- 1857: Abstammung, Ursitz und älteste Geschichte der Baiwaren. Festgabe zur siebenten Säkularfeier der Gründung der Haupt- und Residenzstadt München. München: Georg Franz (MDZ) (Google)
- 1860: Die heidnische Religion der Baiwaren. Erster faktischer Beweis für die Abstammung dieses Volkes. Leipzig – Heidelberg: C.F. Winter (MDZ) (Google)
- 1866: Die älteste Rechtsverfassung der Baiwaren. Als factischer Beweis für die Abstammung des baierischen Volksstammes. Nürnberg: J.A. Stein (MDZ)
- 1872: Urkundliche Geschichte von Flinsbach im Bezirksamte Rosenheim. München: C. Wolf & Sohn (= Sonderabdruck aus dem Band XXXII des Oberbayerischen Archivs für vaterländische Geschichte) (MDZ)
- 1873: Die älteste Geschichte der Baiern bis zum Jahre 911. Mit einer Geschichtskarte und einer Stammtafel der Agilolfinger, Braunschweig: Fredrich Wreden (MDZ)

### Medizin, Naturwissenschaft und Ethnologie
- 1837: Von den medizinischen Systemen und ihrer geschichtlichen Entwickelung. München: G. Franz (MDZ) (Google)
- 1838: Quaedam circa morbi historiam. Lateinische Habilitationsschrift München: Georg Franz (MDZ) (Google)
- 1838: Die Entwicklungs-Geschichte der Erde nach Ihren Lebensaltern. München: Georg Franz (MDZ)
- 1842: Geschichtliche Entwicklung der Parasiten-Theorie und ihrer Bedeutung für die Ausbildung der Pathogenie. München: Georg Franz (MDZ)
- 1843: „Philipp Aureolus Theophrastus Bombast von Hohenheim, genannt Paracelsus“. In: August Lewald (Hg.): Deutscher Heldensaal und Ehrentempel. Erster Teil (Google). Karlsruhe: F. Gutsch & Rupp, S. 111–126
- 1843: Die Geschichte der Medizin in ihrem gegenwärtigen Zustande. Historisch-kritisch dargestellt. Karlsruhe: C. Macklot
  - Erste Abteilung: Subjektiver Theil der Geschichte der Medizin (MDZ)
  - Zweite Abteilung: Objektiver Theil der Geschichte der Medizin (MDZ)
- 1844: Der Körper des Menschen nach seinem Bau und seinen Verrichtungen, als Grundlage einer volksthümlichen Menschenkunde. Karlsruhe: F. Gutsch & Rupp (= Allgemeine Deutsche Bürgerbibliothek,8. und 9. Halbband, hg. von Karl Andree und August Lewald) (MDZ)
- 1855 (zusammen mit Maximilian Perty): Naturgeschichte des Menschen als Individuum und als Race. Stuttgart: J.B. Müller (= Volks-Naturgeschichte der drei Reiche für Schule und Haus. Band IV) (Google) (MDZ)
- 1864: Ueber Sanitätscompagnien und militärische Krankentransporte. Nebst einem vollständigen Krankenträger-Unterricht und einer Instruktion für Krankentransporte auf Eisenbahnen. Nürnberg: J.A. Stein (MDZ) (Google)
- 1876: „Die Serben“. In: Illustrirte Zeitung (Leipzig), Nr. 1727 vom 5. August 1876, S. 116.